# Centar (Švicarska)
Centar (njemački: Die Mitte, francuski: Le Centre, talijanski: Il Centro) ili Savez Centra (talijanski: Alleanza del Centro, retroromanski: Allianza dal Center) švicarska je politička stranka demokršćanske orijentacije. Nastala je spajanjem Kršćansko-demokratske narodne stranke i Građanske demokratske stranke 1. siječnja 2021. godine.
Trenutno ima jednog člana u Saveznom vijeću, Martina Pfistera.  

## Politički položaj
Centar kao stranka nalazi se na desnom centru švicarskog političkog života, desnije od Socijaldemokratske stranke, a ljevije od Slobodne demokratske stranke – Liberala.
Stranka potiče suradnju s Europskom unijom i NATO savezom, postupno povećanje ulaganja u vojsku, ali ne napuštajući tradiciju švicarske neutralnosti.

## Povijest
Preteča Centra, osnovana je 1912. godine kao Katolička konzervativna stranka, a 1957. postaje Konzervativno–kršćansko-socijalno narodna stranka, da bi 1970. preimenovana u Kršćansko-demokratska narodna stranka (CVP/PDC). Od osnutka podrška stranci bila je najveća među katoličkim i seoskim stanovništvom, posebice u kantonima Valais, Jura, Fribourg, te kantonima središnje Švicarske. Iako je dugo bila ključan dio savezne vlade, njezin utjecaj počeo je opadati posebice u urbaniziranim kantonima te je s tri člana u sedmeročlanoj saveznoj vladi u 50–tim godinama stranka svedena na samo jednog 2003. Na izborima 2019. godine stranka je dosegnula povijesno najgori rezultat s 11.4% osvojenih glasova i 25 zastupnika u Nacionalnom vijeću. Unatoč tome ostala je najveća stranka u Državnom vijeću.
Druga sastavnica Centra, Građanska demokratska stranka, nastala je 1. studenog 2008., nakon što je dio članstva Švicarske narodne stranke izbačen iz stranke uslijed razmirica s vrhom stranke tijekom izbora članova Saveznog vijeća. 
Nakon godina razmatranja, 2020. godine dvije stranke odlučile su se spojiti, što je dovršeno 1. siječnja 2021. godine. Stranka je odlučila na državnoj razini napustiti spominjanje kršćanske sastavnice u imenu, radi pronalaženja novog elektorata izvan klasičnih područja.
Na kantonalnoj razini pojedini ogranci odlučili su zadržati stari naziv ili kršćansko-demokratsku sastavnicu u nazivu.  
Nakon Saveznih izbora u jesen 2023. godine, s 15 osvojenih mandata najjača je stranka u Vijeću država, a s 29 osvojenih mandata treća je stranka u Nacionalnom vijeću, a s 14.06% četvrta po ukupnom postotku osvojenih glasova.